# ¡Ya tenemos chica!
¡Ya tenemos chica! es una obra de teatro del dramaturgo español Juan José Alonso Millán, estrenada en 1991.

## Argumento
Marta y Julio, una pareja de recién casados, perseguidos además por la ubicua presencia de Venancia, la madre de ella, se ven por las necesidades de la vida moderna, en la necesidad de contratar una asistenta que mantenga el orden del hogar. Una tras otra van desfilando las sucesivas seleccionadas, pero ninguna termina de encajar con la idiosincrasia familiar.

## Estreno
- Teatro Muñoz Seca, Madrid, 20 de agosto de 1991.
  - Dirección: Juan José Alonso Millán.
  - Intérpretes: María José Cantudo (Marta), Pepe Ruiz (Julio), Lilí Murati (Venancia), Gracita Morales, Marisa Porcel, Margarita García Ortega, Rafael Guerrero, José María Otero.